# رينزو ميرلين
رينزو ميرلين (بالإيطالية: Renzo Merlin)‏ هو لاعب كرة قدم إيطالي، ولد في 27 سبتمبر 1923 في ميلانو في إيطاليا. لعب مع نادي إمبولي ونادي تارانتو 1927 ونادي روما ونادي ساليرنيتانا ونادي سيينا ونادي لوكيزي.

## وصلات خارجية
- رينزو ميرلين على موقع قاعدة بيانات كرة القدم.إي يو (الإنجليزية)
- رينزو ميرلين على موقع عالم كرة القدم.نت (الإنجليزية)